# Valérie Sajdik

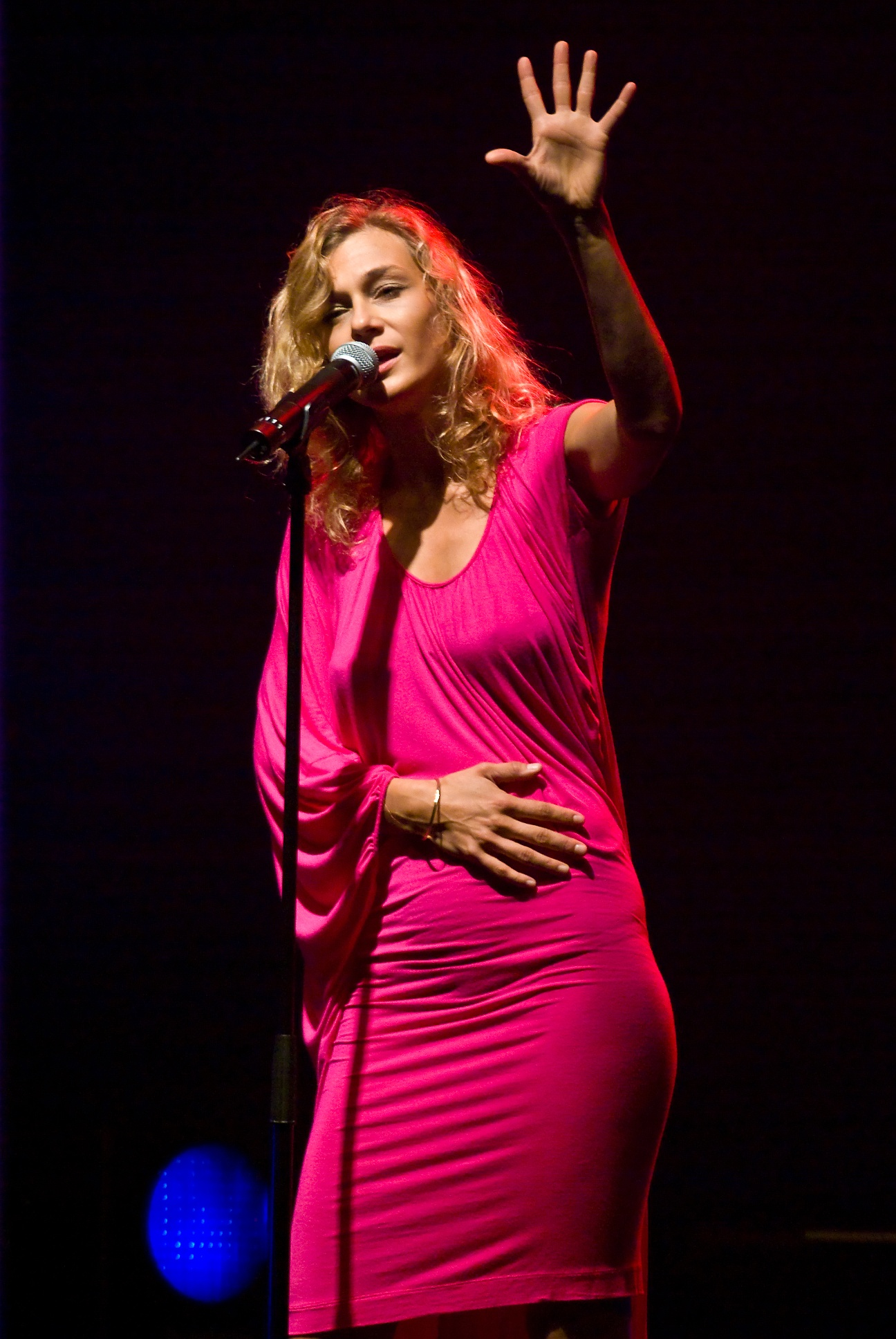
Valérie Sajdik (Tulln 2008)

Valérie Sajdik (* 2. April 1978 in Wien) ist eine österreichische Popsängerin, Chanteuse (Künstlername Valerie) und Schauspielerin. Ihr Musikstil verbindet Elemente aus Pop, Chanson und Jazz.

## Jugend und Ausbildung
Valérie Sajdik ist die Tochter Martin Sajdiks. Den Großteil ihrer Kindheit verbrachte Valérie in Moskau. Sie besuchte dort eine französische Schule und wuchs in einem mehrsprachigen Umfeld auf. Heute spricht sie Deutsch, Französisch, Russisch und Englisch. Als 1991 die Sowjetunion zerfiel kehrte ihre Familie wieder nach Wien zurück, wo Valérie ein Halbinternat besuchte. Ein Semester ging sie auf die Penn State High in den Vereinigten Staaten und lebte bei einer amerikanischen Gastfamilie, wo sie zum Gesang inspiriert wurde. Bereits mit 14 Jahren stand Valerie regelmäßig auf der Bühne und hatte auch bereits ihren ersten Plattenvertrag. Jazzgesang studierte die Sängerin am Vienna Konservatorium.

## Künstlerischer Werdegang
Seit ihrer ersten Band (C-Bra, 1998) ist Valerie immer wieder in den österreichischen Charts vertreten. 2001 spielte sie in dem Stück Das Dorf an der Grenze und interpretiert Songs von Naked Lunch.
Zahlreiche Musikprojekte mit Produzenten in Österreich, Deutschland und Frankreich prägten ihren künstlerischen Werdegang. Ihre humorvollen, poetischen und auch nachdenklichen Texte – die sie im Austausch und in Zusammenarbeit mit unterschiedlichsten Autoren schreibt – sind auf spielerische Art oft gesellschaftskritisch. Mit dem Elektronik-Musiker Klaus Waldeck schuf sie das Musikprojekt saint privat mit den Alben „Riviera“ (2004) und „Superflu“ (2006). 2005 wurde saint privat als „Newcomer des Jahres“ mit dem Amadeus Austrian Music Award ausgezeichnet. Unter ihrem Namen, als Valerie, veröffentlicht sie 2007 ihre erste Solosingle „Mädchen sind doof“, die auf Platz 13 in die österreichischen Charts einstieg. Mit „Mädchen“ gewinnt sie 2008 in der Kategorie „Single des Jahres national“ zum zweiten Mal einen Amadeus Austrian Music Award. Mit „Regen“ aus ihrem Album „Picknick“ (2007, Produzent David Bronner) steigt sie in die Top Ten der österreichischen Charts auf und ist insgesamt über 29 Wochen in den Charts vertreten.
Im Februar 2008 eröffnete Sajdik den Künstlertreff „Valeries Salon“ im Cabaret Fledermaus in der Wiener Innenstadt, wo sie auch selbst regelmäßig mit etablierten, aber auch jungen Künstlern sang. Nach einer Pause aufgrund der Produktion ihres Albums „Ich Bin Du Bist“ findet „Valeries Salon“ inzwischen am Summerstage an der Rossauer Lände im 9. Bezirk statt. Anfang April 2009 veröffentlichte sie die Single „Es geht nicht“. Das Album „Ich Bin Du Bist“ erschien am 19. März 2010.
Im Juni 2010 gab der britische Pianist und Bandleader Jools Holland drei Konzerte in Österreich. Nachdem Valerie in Bad Ischl mit ihm „La vie en rose“ gesungen hatte, lud er sie ein, mit ihm auf Tour zu gehen. Valerie bildete im Trio mit Klemens Bittmann und David Blabensteiner die Vorgruppe und präsentierte auch einen gemeinsamen Song mit Holland. Die Tour endete mit einem Doppelkonzert im Wiener Reigen am 8. Juni, wo Valerie mit ihrer Liveband und den Songs ihres Albums „Ich Bin Du Bist“ den ersten Teil des Abends bestritt. Einen weiteren Gastauftritt hatte sie bei einem Konzertabend Hollands im Wiener Porgy & Bess im September 2011. Im selben Monat erschien sein Album „Jools Holland & Friends“, an dem sie mit dem Song „Wohin die Liebe fällt (Wheel of Fortune)“ beteiligt ist. Anfang 2012 nahm sie mit „Comme ça“ an „Österreich rockt den Song Contest“, der österreichischen Vorentscheidung für die Teilnahme am Eurovision Song Contest 2012, teil.
Ihr Album 'Les Nuits Blanches' veröffentlichte Valerie Sajdik mit ihrem Trio Clemens Wenger (Piano, Wurli-Piano, Akkordeon), Raphael Preuschl (Kontrabass, Cello, Ukulele-Bass) und Samuel Devauchelle (Schlagzeug, Perkussion, Farfisa-Keyboard) am 8. November 2013. Les Nuits Blanches („Die weißen Nächte“) – eine musikalische Reise durch Valeries schlaflose Nächte – entstand 2012 und 2013 in Wien und Frankreich mit Liedern, die Valerie über 10 Jahre gesammelt hatte: Valerie verarbeitete Kindheitserinnerungen aus Russland, drang als Agentin der Nacht in Freudsche Träume ihres Liebhabers ein, tanzte unter dem Sternenhimmel von Paris und stellte sich profanen Dingen wie Jet-Lag und kreativen Prozessen im Tonstudio. Und manchmal träumt sie einfach davon, schlafen zu können, auch wenn in der Zwischenzeit die Welt untergeht. In mehreren Sprachen – Französisch, Englisch, Russisch, Deutsch – sang Valerie den Soundtrack ihrer durchwachten Nächte. Diese sehr persönlichen, intimen Jazz-Chansons – eingebettet in eine nocturne Klangwelt – widmete sie allen Schlaflosen und Vielreisenden.
Neben ihrer Tätigkeit als Musikerin ist Sajdik auch häufig als Moderatorin internationaler Veranstaltungen im In- und Ausland zu sehen.

## Diskografie

### Singles
Als Valérie
- Baby in My Bed (1992/'94)
- Sunday Morning (1994)
- L'amour existe...(1994)
- Mädchen sind doof (2007)
- Noch einmal (2007)
- Regen (2007)
- Es geht nicht (2009)
- Mein Kopf sagt nein! (2009)
- Einmal im Leben (2010)

Mit c-bra
- Make Up Your Mind! (1998)
- Love You Today (1999)
- Papa Chico (1999)

Mit Saint Privat
- Tous les jours (2004)
- Pan Am 009 (2005)
- Superflu (2007)
- Somebody to Love (2007)

### Alben
Valérie Sajdik
- Les Nuits Blanches (2013)

Als Valérie
- Picknick (2007)
- Picknick (Re-Edition, Deutschland: 15. Februar 2008)
- Ich Bin Du Bist (2010)

Mit C-Bra
- Mind Your Make Up (2000)

Mit Saint Privat
- Riviera (2004)
- Superflu (2006)

## Auszeichnungen
- 2005: Amadeus Austrian Music Award: Amadeus Newcomer Award
- 2008: Amadeus Austrian Music Award: Single des Jahres national